# نزهه (اهواز)
نزهه، روستایی از توابع بخش مرکزی شهرستان اهواز در استان خوزستان ایران است.

## جمعیت
این روستا در دهستان غیزانیه قرار دارد و براساس سرشماری مرکز آمار ایران در سال ۱۳۹۵، جمعیت آن ۲۹۴۷ نفر (۶۸۹ خانوار) بوده‌است.